# تک‌پایی
تک‌پایی (به انگلیسی: Unipedalism) (از واژهٔ لاتین uni به معنی "یک" و ped به معنی "پا")، یک شخص یا جانداری است که تنها یک پیش‌پا و یک پا دارد که در مقابل دوپایی (دو پا) و چهارپایی (چهار پا) قرار دارد. حرکت تنها با استفاده از یک پا به عنوان حرکت تک‌پا شناخته می‌شود. بسیاری از دوکفه‌ای و تقریباً همه نرم‌تنان شکم‌پایان تنها یک‌پای تکامل یافته هستند. از طریق تصادفات (مثلاً قطع عضو) یا ناهنجاری‌های هنگام تولد نیز ممکن است یک جانور، از جمله انسان، تنها یک پا داشته باشد.